# Jean Ibanès
Jean Ibanès, né le 17 juin 1936 à Lacave (Ariège) où il est mort le 29 mars 1985, est un professeur d'université et homme politique socialiste français.

## Biographie
Ancien élève de l'École normale supérieure (L1957), il est agrégé d'histoire, docteur ès sciences économiques et enseignant à l'École normale supérieure, dont la bibliothèque porte son nom. 
Il a été maire de Lacave de 1977 à 1983, puis conseiller régional de Midi-Pyrénées, député de l'Ariège (deuxième circonscription de l'Ariège) du 21 juin 1981 au 29 mars 1985 (décédé en cours de mandat) et maire de Saint-Girons de 1983 à 1985.

## Sources
- Louis Claeys, Deux siècles de vie politique dans le Département de l'Ariège, 1789-1989, Pamiers, 1994
- Journal La Dépêche du Midi